# Catedral de Punta Arenas
La Catedral de Punta Arenas, también conocida como Parroquia del Sagrado Corazón de Jesús de Punta Arenas, es un edificio de estilo jónico y su torre renacentista que está consagrada a la orden de los salesianos. Su construcción comenzó el 28 de diciembre de 1892 sobre los planos realizados por el Padre de la orden Salesiana Juan Bernabé.

## La primera iglesia
A orillas del Estrecho de Magallanes, Pedro de Valderrama, capellán de la “Trinidad”, nave capitana de Hernando de Magallanes, celebró por primera vez Misa en lo que luego sería el territorio chileno. Fue en 1520, un domingo de noviembre.  En 1584 se levantan los dos primeros templos a orillas del Estrecho, y durante trescientos años se sembraron de cruces sus riberas.
Pasaron muchos años para que la primera Iglesia iniciara su construcción en la Plaza de Punta Arenas. Diseñada por el Padre Juan Bernabé se alzó con una dimensión de "30 metros de largo, 10 metros de ancho, y 9 metros de alto y la esbelta torre que alcanzaba hasta los 22 metros de altura" Esta estructura sufrió un devastador incendio que la destruyó por completo.

## La nueva iglesia

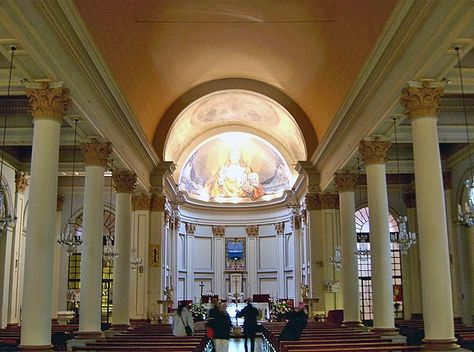
Interior

Tras el incendio monseñor Fagnano propuso la edificación de un nuevo templo. Los planos fueron realizados por el misionero y arquitecto salesiano P. Juan Bernabé. El 28 de diciembre de 1892 comienza la construcción de la nueva iglesia que marcaría un hito en la zona, ya que utilizaría el ladrillo."Su estructura de techumbre está construida en madera, las columnas que dividen la nave principal de las laterales, son grandes troncos de lenga rollizos que apoyados sobre una fundación de piedra y cemento es soporte para las cargas verticales; la estructura que soporta la cubierta y el cielo es de madera de cerchas, que conforman un cañón corrido. Tanto las columnas como los cielos están encamisados con listones los primeros y entablados de madera los cielos, sobre el cual se confeccionó un enlucido de yeso, que aparenta la solidez del hormigón"
Su interior es de un estilo basilical, con tres naves de estilo románico y dividido por columnas corintias tiene 46 metros de largo, 18 de ancho y 30,60 de alto.  El campanario se alzó en 1898, y mide 30 metros hasta la cruz.
En la torre fueron puestas siete campanas y un reloj, los que fueron bendecidos en 1899, comprados en Italia. El reloj fue reemplazado en 1991 por uno computarizado.
En 1913, el gobernador eclesiástico de Magallanes, Padre Luis Héctor Salaberry, se percató que la iglesia carecía de rejas que protegieran las instalaciones, e hizo ejecutar la elaboración de las rejas que actualmente tiene el templo religioso.

## Puntarenazo
El 26 de febrero de 1984, fue en las afueras de la Catedral de Punta Arenas donde el general Augusto Pinochet vivió una de las primeras protestas en su contra. Cuando estaba listo a recibir los honores militares frente a la plaza de la ciudad una turba se ubicó en la vereda de la Catedral a gritar consignas contra el presidente.
Efectivos de Carabineros de Chile reprimieron la protesta, ante lo cual, los manifestantes se refugiaron en la Catedral, donde en ese momento se realizaba la misa dominical, causando confusión entre los feligreses. La Iglesia Catedral estuvo rodeada hasta alrededor de las 17:00 horas, tras lo cual los manifestantes pudieron abandonar en bus el templo católico. Se estima en 600 personas los manifestantes, y hubo 16 detenidos por Carabineros.